# ジェットタオル

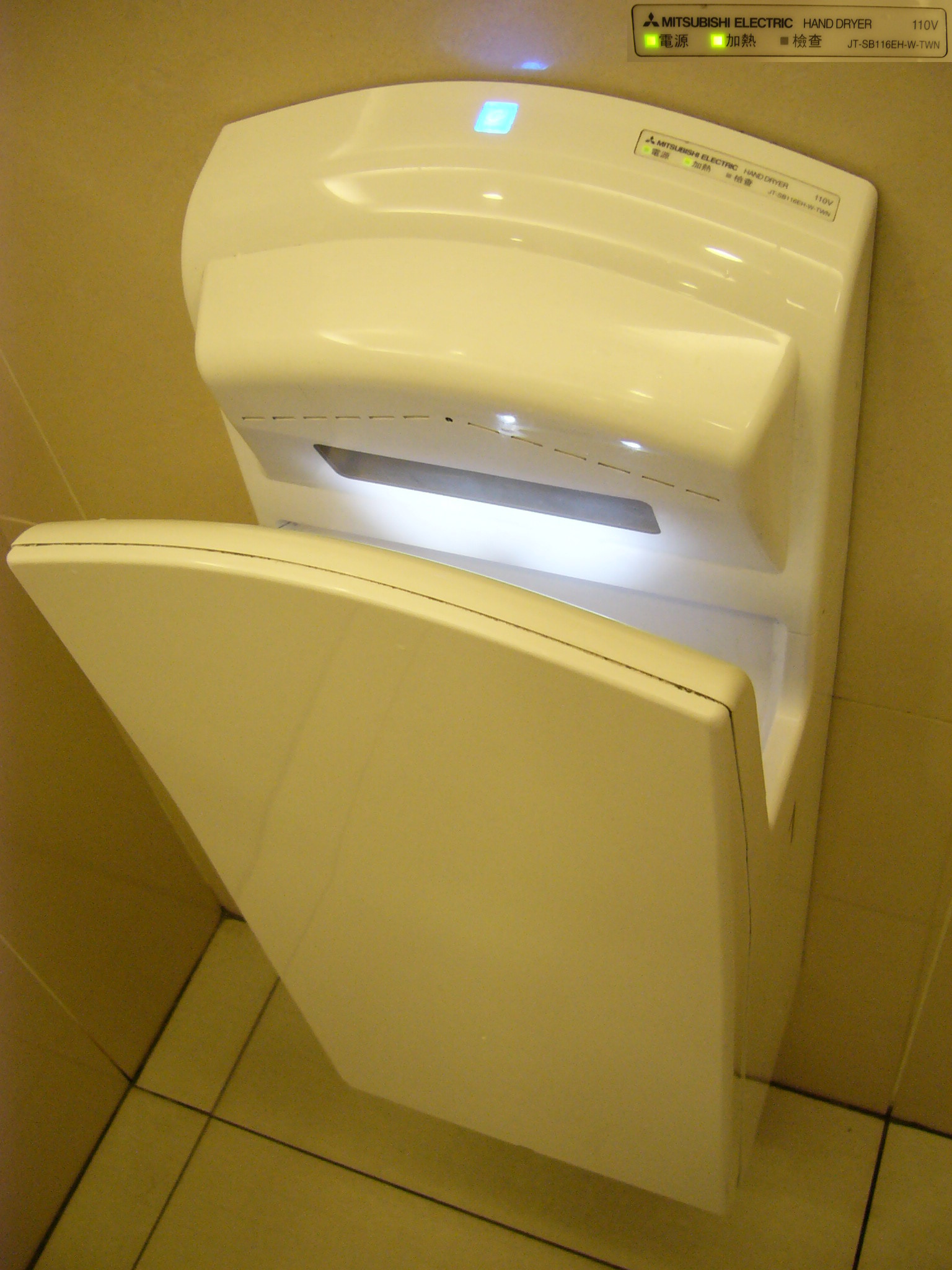

ジェットタオルは、三菱電機が製造・販売するハンドドライヤーの商品名。同社が日本第3036887号で商標登録している。1993年に発売された。

## 概要
三菱電機中津川製作所で換気扇などとともに生産する。化粧室の洗面台付近に取り付けられている場合がほとんどである。手のひらを装置に差し入れるとセンサーが自動感知して作動し、抜き出すと停止する。風速は秒速80m、ハイパワータイプは秒速110mで、濡れた手のひらの水を数秒で水を吹き飛ばして装置下部に集める。
小型モデルの「ジェットタオルミニ」は第4581235号、超小型モデルの「ジェットタオルプチ」は第5149040号、でそれぞれ商標登録されている。